# Abo (meteoryt)
Abo – meteoryt kamienny należący do chondrytów oliwinowo-bronzytowych H znaleziony w 1840 roku w prowincji Turku ja Pori (obecnie Finlandia Południowo-Zachodnia) w Finlandii. Nazwa meteorytu pochodzi od szwedzkiej nazwy miejscowości Turku.  